# 岡本神草
岡本 神草（おかもと しんそう、1894年11月10日 - 1933年2月13日）は、神戸市出身の日本画家。本名は敏郎。
若くして没したため、充分な活躍はできなかった。作品はいずれも濃艶な雰囲気の女性像で、成熟した女性の美しさや舞妓の持つ人工的美しさをモティーフに独自の作風をみせている。菊池契月に師事する。10代半ばで卓越した技術で花鳥画を制作した後、竹久夢二に魅了されて雑誌などに掲載された絵を模写したり、夢二風の少女の絵などを描いた。

## 略歴

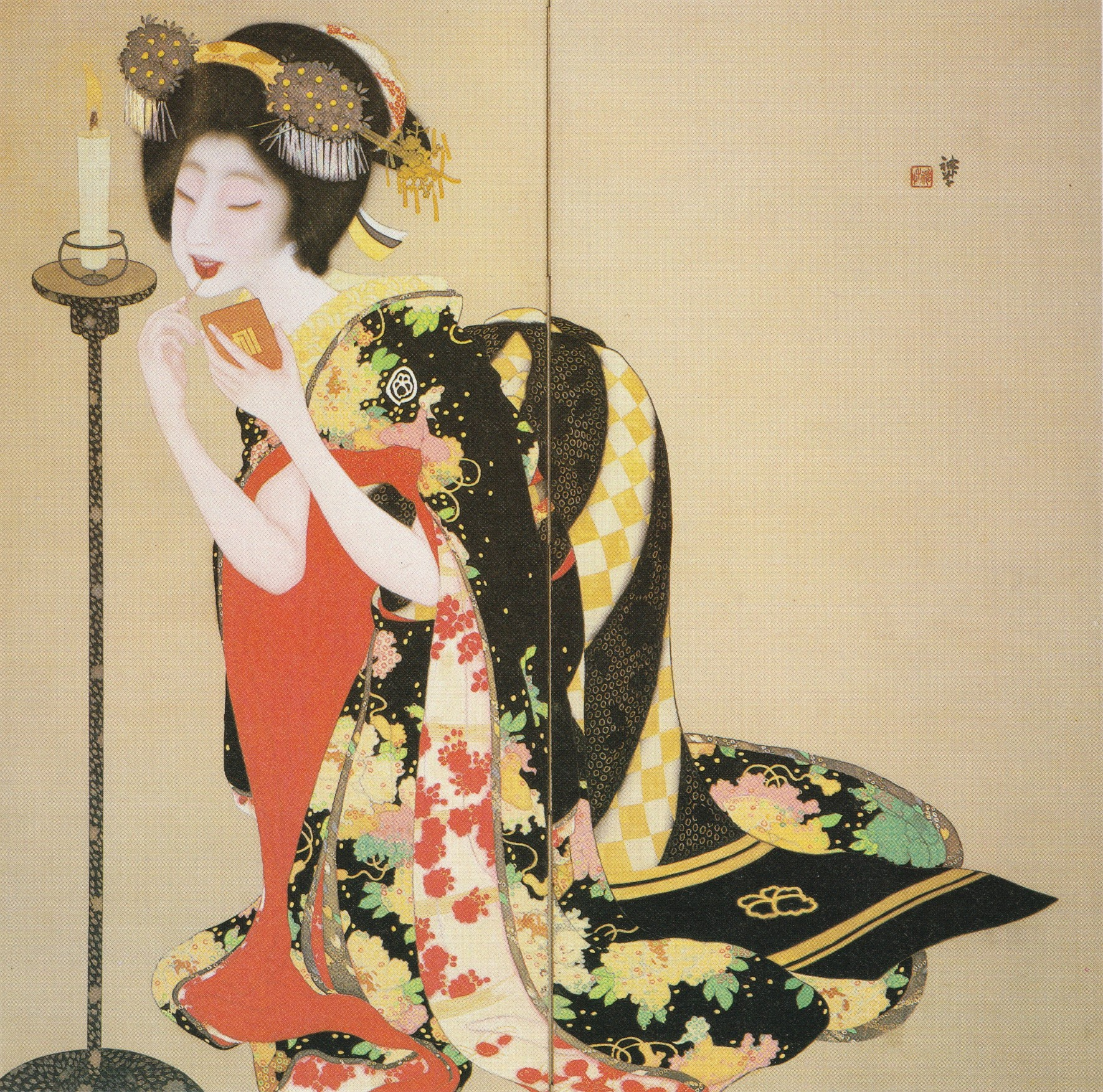
「口紅」1918年

- 1915年（大正4年） - 京都市立美術工芸学校絵画科卒業。同窓生であった甲斐荘楠音や入江波光、玉村方久斗らと前衛的日本画研究集団「密栗会」の結成に参加。
- 1918年（大正7年） - 京都市立絵画専門学校（現：京都市立芸術大学）卒業。第1回国画創作協会展に「口紅」が入選。甲斐庄楠音の「横櫛」とともに入賞候補に挙げられる。このとき、「横櫛」を推した村上華岳と「口紅」を推した土田麦僊とが互いに譲らず、結局、竹内栖鳳の仲裁で金田和郎の「水蜜桃」が受賞する。
- 1920年（大正9年）‐ 国展に「拳を打てる三人の舞妓の習作」を出品、評価を高める。

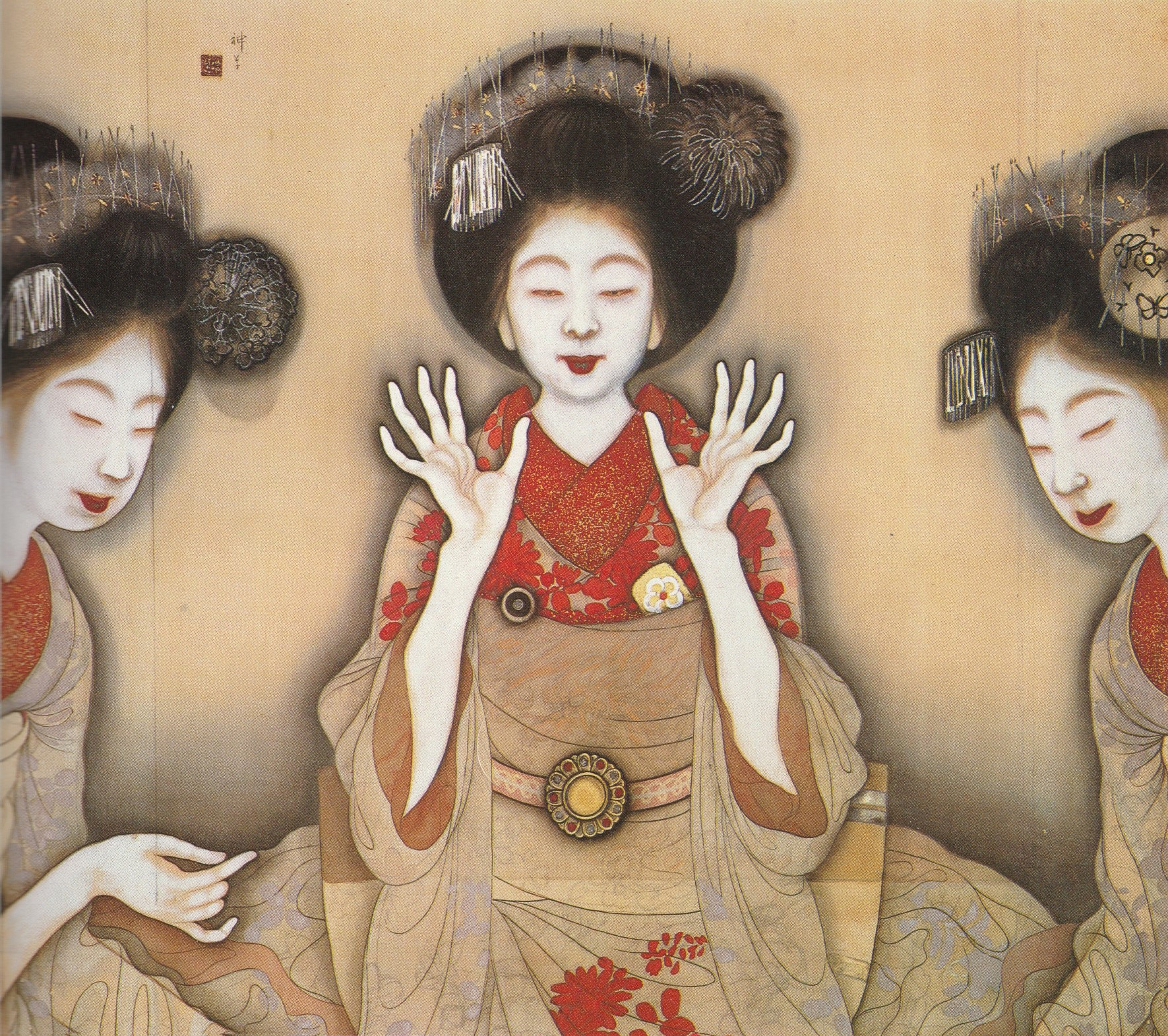
「挙を打てる三人の舞妓の習作」1920年

- 1921年（大正10年） - 第3回帝展に「拳を打てる三人の舞妓」を出品

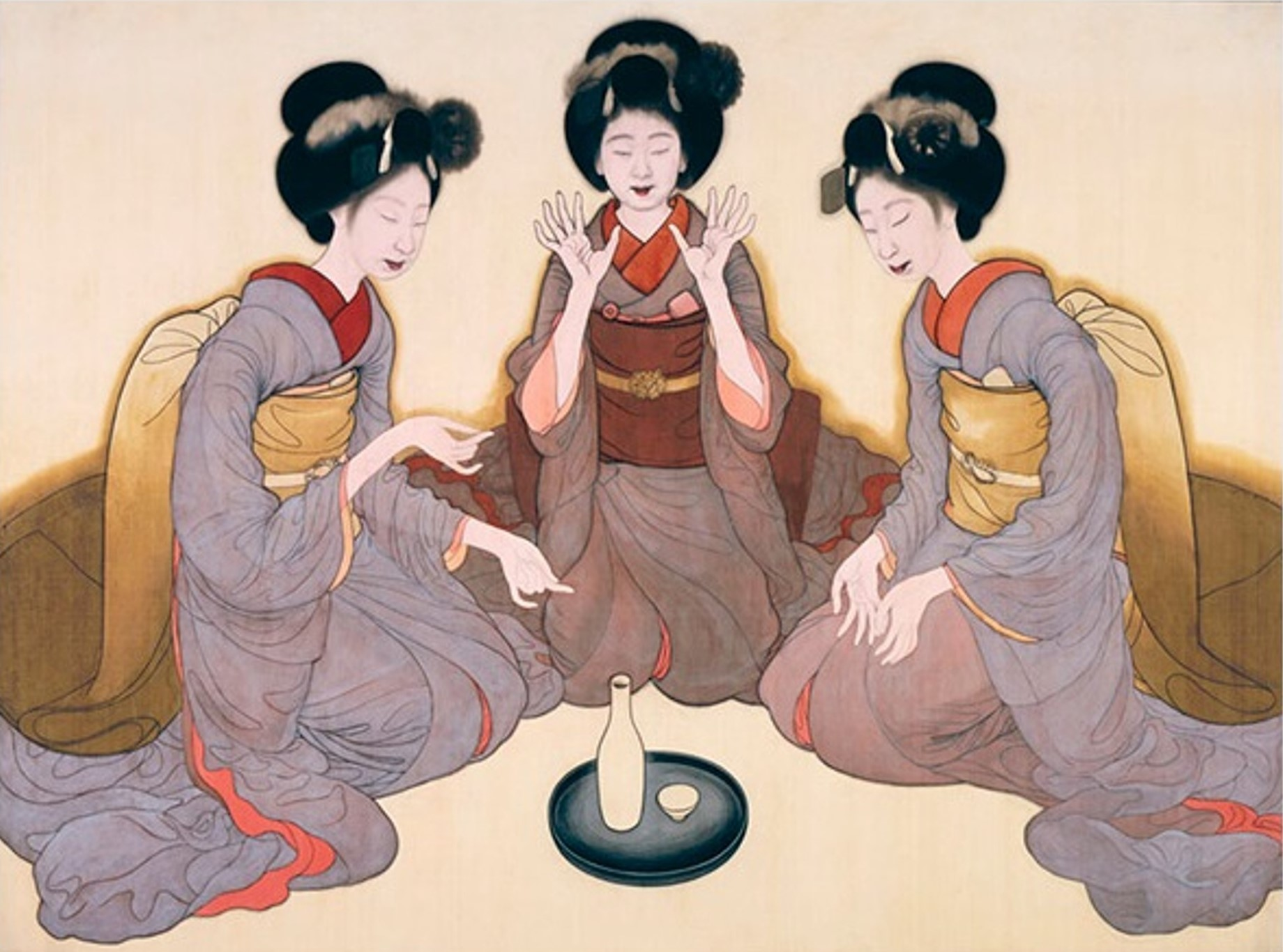
「拳を打てる三人の舞妓」

- 1922年（大正11年） - 九名会（福村祥雲堂主催）参加
- 1928年（昭和3年） - 第9回帝展に「美女遊戯」が入選
- 1932年（昭和7年） - 第13回帝展に「婦女遊戯」が入選
- 1933年（昭和8年） - 脳溢血により死去。

## 作品
- 「赤いリボン」 1915年（大正4年）ころ 京都国立近代美術館所蔵
- 「口紅」 1918年（大正7年） 京都市立芸術大学芸術資料館所蔵
- 「婦女遊戯」 1932年（昭和7年） ロイヤルホテル所蔵